# Apple M3
Apple M3 je systému na čipu (SoC) založený na ARM architektuře od americké společnosti Apple. SoC je součástí třetí generace série čipů M pro operační systémy macOS a iPadOS. Jedná se o druhý čip od společnosti Apple, který je založený na 3nm výrobním procesu, ihned po čipu Apple A17 pro systémy iOS. Identicky s předchozími generacemi obsahuje M3 jak centrální procesorovou jednotku, tak grafický procesor, s celkovou podporou v operačním systému macOS.
Systém na čipu Apple M3, i jeho další dvě verze M3 Pro a M3 Max, byly oznámeny 30. října 2023 na Apple Eventu Scary Fast spolu s modely iMac a MacBook Pro využívající právě tuto řadu čipů.
Čip M3 si oproti předchozímu modelu polepšil v počtu tranzistorů o 5 miliard, M3 Pro naopak ztratil 3 miliardy z počtu tranzistorů na SoCu M2 Pro a M3 Max navýšil počet o 25 miliard z původních 67 miliard na M2 Max. Kromě menších rozdílů v počtu jader GPU či CPU se čipy od předchozích modelů moc neliší.
Na Apple Eventu v květnu 2024 byl představen nástupce Apple M4.

## Design
Nově jsou všechny tranzistory vyráběny 3nm technologií, na rozdíl od 5nm, která byla využita u předchozích modelů Apple M2 a Apple M1, včetně jejich variant. Díky této změně se do stejného objemu, jaký měl čip M2, vejde do M3 o 5 miliard více tranzistorů.

### CPU
Základní M3 obsahuje stejně jako předchozí verze osm jader – čtyři vysoce výkonnostní jádra a čtyři energeticky efektivní jádra. Menší verze M3 Pro si přilepšila o jedno jádro (11 oproti původním deseti u M2 Pro), u větší verze se počet jader nezměnil. Verze M3 Max se nově také dělí na menší a větší, podobně jako verze Pro, přičemž menší verze má 14 jader a větší 16 jader. Všechny verze M3 Pro tak M3 Max mají vždy čtyři energeticky efektivní jádra, která doplňují vysoce výkonnostní.
Vysoce výkonnostní jádra mají u všech verzí 192kB L1 CPU mezipaměť a energeticky efektivní jádra 128kB mezipaměť – totožně jako předchozí modely. Podobně to je také s L2 mezipamětí, kde M3 má 16 + 4 MB a M3 Max 32 + 4 MB. Verze M3 Pro si tentokrát pohoršila, kdy obsahuje stejně, jako základní verze – tedy 16 + 4 MB L2 mezipaměti. Přesná data pro L3 mezipaměť nebyla zveřejněna, ale předpokládá se, že zůstala stejná, až na verzi M3 Pro, která má nyní 12 MB oproti 24 MB. Kvůli rozdělení M3 Max na větší a menší, větší M3 Max má L3 cache jako předchozí a menší má o 12 MB méně, tedy 36 MB.

### GPU
Čip M3 obsahuje integrovaný Apple grafický procesor s osmi nebo deseti jádry. Verze s osmi jádry obsahuje 1 024 bitů ALU, zatímco desetijádrová verze 1 280. Čip M3 Pro obsahuje stejný grafický procesor, avšak s 14 nebo 18 jádry, s celkovým počtem aritmetických-logických jednotek až 2 304. M3 Max obsahuje 30 nebo 40 grafický jader s 3 840 nebo 5 120 ALU. SoC M3 má výkon s plovoucí řádovou čárkou až 4,3 teraFLOPSu, M3 Pro až 7,3 teraFLOPSu a M3 Max až 15,6 teraFLOPSu.
Novinkou u řady M3 je nová celková architektura grafického procesoru – obsahuje funkce Dynamic Caching, Mesh Shading a hardwarově akcelerovaný ray tracing. Na rozdíl od běžných přístupů k mezipaměti, Dynamic Caching zajišťuje, že se použije pouze přesné množství mezipaměti potřebné pro danou úlohu, čímž se optimalizuje využití paměti a potenciálně se zvyšuje výkon a efektivita – grafika alokuje lokální paměť v reálném čase. Mesh shading je technika pro efektivnější zpracování geometrie v reálném čase – spočívá v aplikaci „stínových operací“ (shading), namísto klasických výpočetních, což umožňuje vyšší výkon a flexibilitu ve srovnání s tradičními metodami renderování.

### Paměť
Paměť M3 je velmi podobná paměti M2 – používá 6 400MT/s LPDDR5 SDRAM paměť, kterou sdílejí všechny součásti SoCu. M3 obsahuje 8 řadičů, M3 Pro 12 a M3 Max jich má 32. Každý řadič má šířku 16 bitů a je schopen přistupovat až ke 4 GB RAM. M3 128bitovou paměťovou sběrnici se šířkou pásma 100 GB/s, M3 Pro a 14jádrová M3 Max mají oproti předchozím modelům nižší propustnost – M3 Pro má 192bitovou sběrnici (oproti 256bitové sběrnice u M2) se šířkou 150 GB/s (oproti 200 GB/s u M2 Pro). 14jádrová M3 Max dovoluje využití pouze 24 z 32 řadičů, čímž se jí snížila šířka na 300 GB/s, ale 16jádrový Max využívá plných 400 GB/s jako tomu bylo u předchozích modelů Max.
Velikost pamětí u M3 je 8, 16 nebo 24 GB, u M3 Pro 18 nebo 36 GB a u M3 Max 36, 48, 64, 96 nebo 128 GB.

### Neural Engine
M3 klasicky obsahuje hardware pro neuronové sítě v 16jádrovém Neural Enginu, který dokáže provést více než 18 bilionů operací za sekundu. Apple se údajně zaměřil na vývoj a pracovní zátěž u umělé inteligence, která by měla být jednodušší – a to díky Neural Enginu a větší, 128GB, maximální operační paměti M3 Max.

### Další
Mezi další komponenty patří procesor obrazového signálu, řadič úložiště PCIe, Secure Enclave a řadič USB4, který zahrnuje podporu pro Thunderbolt 4. Mezi podporované kodeky patří 8K H.264, 8K H.265 (8/10bit, až 4:4:4), 8K Apple ProRes, VP9, JPEG a schopnost dekódovat AV1.

## Produkty

### M3
- MacBook Pro 14palcový (listopad 2023)
- MacBook Air 13 a 15palcový (březen 2024)
- iMac 24palcový (2023)

### M3 Pro
- MacBook Pro 14 a 16palcový (listopad 2023)

### M3 Max
- MacBook Pro 14 a 16palcový (listopad 2023)

## Varianty
Tabulka znázorňuje varianty čipsetu M3.
| Varianta | počet CPU jader | počet GPU jader | GPU ALU (bit) | RAM (GB)                | Počet tranzistorů |
| -------- | --------------- | --------------- | ------------- | ----------------------- | ----------------- |
| M3       | 8 (4 + 4)       | 8               | 1 024         | 8 / 16 / 24             | 25 miliard        |
| M3       | 8 (4 + 4)       | 10              | 1 280         | 8 / 16 / 24             | 25 miliard        |
| M3 Pro   | 11 (5 + 4)      | 14              | 1 792         | 18 / 36                 | 37 miliard        |
| M3 Pro   | 12 (6 + 4)      | 18              | 2 304         | 18 / 36                 | 37 miliard        |
| M3 Max   | 14 (10 + 4)     | 30              | 3 840         | 36 / 48 / 64 / 96 / 128 | 92 miliard        |
| M3 Max   | 16 (12 + 4)     | 40              | 5 120         | 36 / 48 / 64 / 96 / 128 | 92 miliard        |